# Feugères
Feugères – miejscowość i gmina we Francji, w regionie Normandia, w departamencie Manche.
Według danych na rok 1990 gminę zamieszkiwały 302 osoby, a gęstość zaludnienia wynosiła 36 osób/km² (wśród 1815 gmin Dolnej Normandii Feugères plasuje się na 594. miejscu pod względem liczby ludności, natomiast pod względem powierzchni na miejscu 622.).